# Зангар (городище)
Зангар (каз. Заңғар) — древнее городище, расположенное на территории Казалинского района Кызылординской области Казахстана. В некоторых источниках используется наименование Зингит.
Городище датируется XV—XVII вв. Имеются сведения, что 3ангар был крепостью, высота стен которой достигала 5 м.  Археологические исследования в 3ангаре не проводились.